# The Fastest Kid Alive
The Fastest Kid Alive är det femte studioalbumet av det amerikanska punkrockbandet Adolescents, släppt den 3 juni 2011. Det blev bandets första album utan någon av Agnew-bröderna, (Rikk, Frank och Alfie), och det är även gruppens första album med endast grundarna Tony Reflex och Steve Soto. The Fastest Kid Alive var gruppens enda album med gitarristen Joe Harrison, och den första med gitarristen Mike McKnight och trummisen Armando Del Rio.
Båda originallåtarna "Serf City" och "One Nation, One Siege" från bandets EP-split med Burning Heads är med på albumet. Båda låtarna är nyinspelade för albumet.

## Låtlista
Alla låtar skrevs av Tony Reflex och Steve Soto.
1. "Operation FTW" - 2:09
2. "Inspiration" - 2:57
3. "Wars Aren't Won, Wars Are Fought" - 3:29
4. "One Nation, Under Siege" - 2:36
5. "Babylon by Bomb" - 2:31
6. "Too Fast, Too Loud" - 2:00
7. "Learning to Swim" - 3:01
8. "Can't Change the World with a Song" - 3:53
9. "Orange Crush" - 1:57
10. "Serf City" - 3:12
11. "The Jefferson Memorial Dance Revolution" - 2:12
12. "Tokyo au Go-Go" - 1:28
13. "No Child Left Behind" - 2:43
14. "Branded" - 1:48
15. "Peace Don't Cost a Thing" - 4:15

## Musiker
Adolescents
- Tony Reflex - sång
- Steve Soto - bas, bakgrundssång
- Mike McKnight - gitarr
- Joe Harrison - gitarr
- Armando Del Rio - trummor, bakgrundssång

Övrig musiker
- Greg Stocks - bakgrundssång